# Sheffield United WFC
A Sheffield United Women Football Club labdarúgó csapatát 2002-ben hozták létre. Az angol női másodosztályú bajnokság, a Championship tagja.

## Klubtörténet
1993-ban Tony Currie korábbi válogatott középpályás Sheffield Hallam United néven hozott létre egy lánycsapatot. Andy Keenan öt évvel később érdemesnek tartotta a kezdeményezést tovább fejleszteni és Sheffield United Community Girls néven regisztráltak a helyi junior ligába.
A helyi Sheffield Inter együttesének megszűnése után lehetőségük nyílt a regionális bajnokságba nevezni, ahol egészen a 2016–17-es szezonig az ötödik vonal küzdelmeiben vettek részt.
Egy évvel később a már negyedosztályú klub a harmadik helyen végzett az idény végén, az FA pedig licensz kérelmüket elfogadva bővítette a Championship mezőnyét.

## Stadion
Mérkőzéseiket a Chesterfield FC pályáján, a Technique Stadionban játsszák.

## Játékoskeret
2023. február 3-tól
| #  |     | Poszt | Név                                            |
| -- | --- | ----- | ---------------------------------------------- |
| 28 | ENG | K     | Fran Stenson (kölcsönben az Arsenaltól)        |
| 33 | ENG | K     | Bethan Davies                                  |
| 2  | ENG | V     | Ellie Wilson                                   |
| 3  | SCO | V     | Charlotte Newsham                              |
| 5  | ENG | V     | Naomie Hartley                                 |
| 6  | ENG | V     | Grace Riglar                                   |
| 10 | ENG | V     | Alethea Paul                                   |
| 19 | ENG | V     | Charley Docherty                               |
| 22 | ENG | V     | Marla Francis-Jones                            |
| 28 | ENG | V     | Molly Graham                                   |
| 4  | ENG | KP    | Sophie Barker (kölcsönben a Leicester Citytől) |

| #  |     | Poszt | Név                    |
| -- | --- | ----- | ---------------------- |
| 8  | ENG | KP    | Maddy Cusack           |
| 12 | ENG | KP    | Rhema Lord-Mears       |
| 15 | ENG | KP    | Tamara Wilcock         |
| 24 | ENG | KP    | Rachel Brown           |
| 7  | ENG | CS    | Courtney Sweetman-Kirk |
| 9  | ENG | CS    | Rebecca Rayner         |
| 11 | ENG | CS    | Georgia Walters        |
| 14 | ENG | CS    | Mia Enderby            |
| 16 | ENG | CS    | Chene Muir             |
| 17 | ENG | CS    | Sophie Haywood         |

### Kölcsönben
| # |     | Poszt | Név                                                   |
| - | --- | ----- | ----------------------------------------------------- |
| 1 | ENG | K     | Nina Wilson (kölcsönben a Wolverhampton Wanderersnél) |

## Korábbi híres játékosok
| - Emily Batty - Sophie Bradley-Auckland - Millie Bright - Alexandra Brooks - Hannah Cain - Jessica Clarke - Mollie Green - Sophie Jones - Fran Kitching - Kasia Lipka - Jodie Michalska - Lara Miller - Aimee Palmer | - Emily Ramsey - Georgia Robert - Ellie Roebuck - Ocean Rolandsen - Ebony Salmon - Jessica Sigsworth - Amy Turner - Sophie Walton - Lucy Watson - Katie Wilkinson - Veatríki Szárí - Emily Hollinshead |